# Национальный заслуженный академический народный хор Украины имени Верёвки
Национальный заслуженный академический народный хор Украины имени Григория Верёвки (укр. Національний заслужений академічний народний хор України імені Григорія Верьовки) — украинский художественный коллектив, основанный в 1943 году в Харькове Постановлением Совета Народных Комиссаров УССР № 246 — «Об организации Государственного украинского народного хора». C 1944 года коллектив базируется в Киеве.

## История
Организатором и первым руководителем коллектива был Григорий Гурьевич Верёвка (1895—1964), имя которого носит коллектив хора с 1965 года. В этом же году хору было присвоено звание заслуженного. В 1971 году коллективу было присвоено почётное звание академический, а в 1997 году придан статус национального.
В 1965—2016 годах хор возглавлял Анатолий Авдиевский, народный артист СССР (1983), лауреат Государственной премии СССР (1978), Герой Украины (2003).
С 2016 года хор возглавляет народный артист Украины Зиновий Коринец.

## Репертуар
Основу репертуара хора составляют песни украинского фольклора, а также других народов, многие из них — в обработке Г. Верёвки. Для него были характерны такие приёмы, как запев низкого женского голоса, чередование двуголосия с унисонами, октавные разветвления, параллелизмы квинт, терций, трезвука, применение принципа вариационно-фактурного гармонического развития, приёмов подголосковой техники, элементы тембральной полифонии. Впоследствии репертуар хора пополнился произведениями Б. Лятошинского, Л. Ревуцкого, М. Лысенко и других композиторов. В советский период в репертуар хора также входили песни на политическую тематику, например, песня В. Верменича «Я славлю партію».
В 2011 году значительный резонанс получило премьерное исполнение хором фольк-оперы Е. Станковича «Когда цветет папоротник», запрещенной в советские времена. Во второй половине 2010-х хор выступал также с крымско-татарскими, венгерскими, польскими композициями, стремясь отразить специфику разных регионов Украины, а также в рамках художественного сотрудничества с польскими музыкантами.

## Награды
- Почётная грамота Президиума Верховного Совета РСФСР (5 июня 1969 года) — за большой вклад в развитие и укрепление взаимосвязей братских национальных культур и активное участие в проведении Декады украинской литературы и искусства в РСФСР[7].
- Почётная грамота Президиума Верховного Совета РСФСР (1979 год)[8].
- За большой вклад в дело мира и дружбы между народами хор им. Г. Г. Верёвки был награждён серебряной медалью Всемирного Совета Мира[1].

## Скандалы
В октябре 2019 года коллектив совместно с Евгением Кошевым выступил на сцене шоу «Вечерний квартал» студии «Квартал 95» с номером «Горiла хата, палала» по мотивам народной песни «Горіла сосна, палала». В этом номере высмеивался инцидент с сожжённым домом бывшей главы НБУ Валерии Гонтаревой, что вызвало неоднозначную реакцию СМИ. Министр культуры Украины Владимир Бородянский, комментируя инцидент, извинился перед Гонтаревой и заявил, что «моральные извращения закон не запрещает».